# Oncholaimus skawensis
Oncholaimus skawensis är en rundmaskart som beskrevs av E. Ditlevsen 1921. Oncholaimus skawensis ingår i släktet Oncholaimus och familjen Oncholaimidae. Arten är reproducerande i Sverige. Inga underarter finns listade i Catalogue of Life.